# Девлеткильдеев, Артур Мурович
Артур Мурович Девлеткильдеев (1935 — 2016, Омск, Российская Федерация) — советский и российский тренер по велосипедному спорту, заслуженный тренер России.

## Биография
В 1968 г. окончил Омский государственный институт физической культуры. По его окончании работал в детско-юношеской спортивной школе № 8. Подготовил более 15 мастеров спорта СССР.
Был удостоен почетного звания «Отличник народного просвещения».
Похоронен на Ново-Южном кладбище.